# Lindeman Lake (Chilliwack)
Der Lindeman Lake ist ein See im Sx̱ótsaqel/Chilliwack Lake Provincial Park im Südwesten der kanadischen Provinz British Columbia, unweit der Grenze zu den Vereinigten Staaten, im Fraser Valley Regional District. Der See befindet sich im nordöstlichen Bereich der Skagit Range, deren Berggipfel östlich und westlich fast 2000 m Höhe erreichen, während der See auf 838 m Höhe liegt. Der Lindeman Lake liegt ca. 64 km südöstlich von Chilliwack und 40,5 km von Vedder Crossing entfernt an der Chilliwack Lake Road.
In diesem See leben verschiedene Fischarten, darunter Bachforellen und Cutthroat-Forellen. Ende der 1970er Jahre setzte die Parkverwaltung BC Parks im Lindeman Lake Regenbogenforellen aus. Mittlerweile findet sich hier auch die anadrome Wanderform, die Steelheadforelle.
Der Lindeman Lake Trail/Greendrop Trail befindet sich auf der linken Seite der Straße vor dem Chilliwack Lake Provincial Park. Der See befindet sich am Ende eines 3,4 km langen Wanderwegs und ist ein beliebtes Wanderziel.